# Coppa Bernocchi 1923
La Coppa Bernocchi 1923, quinta edizione della corsa, si svolse il 12 settembre 1923 su un percorso di 145 km. La vittoria fu appannaggio dell'italiano Libero Ferrario, precedendo i connazionali Mario Bianchi e Zenone Lancia. L'arrivo e la partenza della gara furono a Legnano.

## Ordine d'arrivo (Top 10)
| Pos. | Corridore       | Squadra | Tempo |
| ---- | --------------- | ------- | ----- |
| 1    | Libero Ferrario | -       | N.D.  |
| 2    | Mario Bianchi   | -       | N.D.  |
| 3    | Zenone Lancia   | -       | N.D.  |
| 4    | N.D.            | -       | N.D.  |
| 5    | N.D.            | -       | N.D.  |
| 6    | N.D.            | -       | N.D.  |
| 7    | N.D.            | -       | N.D.  |
| 8    | N.D.            | -       | N.D.  |
| 9    | N.D.            | -       | N.D.  |
| 10   | N.D.            | -       | N.D.  |